# Макаров, Алексей Сергеевич (игрок в пляжный футбол)
Алексе́й Серге́евич Мака́ров (род. 20 августа 1987, Москва) — российский игрок в пляжный футбол. Нападающий московского клуба «Локомотив», трёхкратный чемпион мира (2011, 2013, 2021).
Начал заниматься футболом в школе «Спартака», первый тренер Алексей Гришин.
В 2007 году дебютировал в составе сборной России по пляжному футболу.

## Достижения
Командные
Чемпионат России по пляжному футболу
- Чемпион (10): 2005, 2008, 2009, 2010, 2011, 2012, 2017, 2021, 2022, 2023
- Серебряный призёр (2): 2019, 2020
- Бронзовый призёр (4): 2013, 2015, 2016, 2018

Кубок России по пляжному футболу
- Победитель (6): 2011, 2012, 2013, 2016, 2021, 2022
- Серебряный призёр (2): 2014, 2019
- Бронзовый призёр (2): 2017, 2020

Клубный Мундиалито по пляжному футболу
- Победитель (2): 2012, 2017
- Серебряный призёр (1): 2020

Inter Cup
- Победитель (2): 2021, 2023
- Бронзовый призёр (1): 2022

Euro Winners Cup
- Победитель (1): 2021
- Бронзовый призёр (1): 2017

В сборной
Чемпион мира по пляжному футболу
- Чемпион (3): 2011, 2013, 2021
- Бронзовый призёр (2): 2015, 2019

Евролига по пляжному футболу
- Чемпион (2): 2009, 2011, 2013, 2014, 2017
- Серебряный призёр (2): 2012, 2019
- Бронзовый призёр (4): 2007, 2008, 2015, 2016

Кубок Европы по пляжному футболу
- Победитель (2): 2010, 2012
- Бронзовый призёр (2): 2014, 2016

Межконтинентальный кубок по пляжному футболу
- Победитель (3): 2011, 2012, 2015
- Серебряный призёр (3): 2013, 2014, 2018
- Бронзовый призёр (1): 2016

Европейские Игры по пляжному футболу
- Победитель (1): 2015

Пляжный футбол на Всемирных пляжных играх 2019
- Серебряный призёр (1): 2019

Личные
- Лучший игрок Inter Cup 2023
- Лучший игрок чемпионата России по пляжному футболу 2023
- Приказом министра спорта № 66-нг от 21 декабря 2012 г.[2] удостоен почётного звания «заслуженный мастер спорта России».